# ファンヒ
ファンヒ（朝: 환희、英: Hwanhee、1998年5月6日 - ）は、韓国の歌手であり、男性アイドルグループ「UP10TION」のメンバー。

## 来歴
- 2015年9月11日、UP10TIONのメンバーとしてデビュー。ポジションはメインボーカル。
- 2023年、UP10TIONの活動を一時中断し、メンバーのシャオと共にTOPメディア所属練習生としてMnetのオーディション番組「BOYS PLANET」に出演する[1]。しかし、3月9日に健康上の理由により途中降板した[2]。
- 2023年3月20日、TOPメディアとの専属契約が終了[3]。

## 人物
- 出生名はイ・ファンヒで両親が嬉しいことにあふれた人生を生きてほしいという意味を込めた。芸名の「ファンヒ」も“声で人を喜ばせる”という意味が込められている。尊敬するアーティストはTEEN TOPのチャンジョ [4]。

## 出演

### TV

#### バラエティ
| タイトル    | 放送局 | 放送期間              | 備考 |
| ----------- | ------ | --------------------- | ---- |
| 覆面歌王    | MBC    | 2017年7月23日         |      |
| BOYS PLANET | Mnet   | 2023年2月2日 - 3月9日 | 辞退 |